# Hawthorne Nights
Hawthorne Nights è un album di Zoot Sims, pubblicato dalla Pablo Records nel 1977. Il disco fu registrato il 20 e 21 di settembre del 1976 al RCA Studios di Los Angeles, California (Stati Uniti).

## Tracce
Lato A
1. Hawthorne Nights – 4:39 (Bill Holman)
2. Main Stem – 5:00 (Duke Ellington)
3. More Than You Know – 5:57 (Vincent Youmans, Billy Rose, Edward Eliscu)
4. Only a Rose – 5:06 (Rudolf Friml, Brian Hooker)

Lato B
1. The Girl from Ipanema – 4:10 (Antônio Carlos Jobim, Norman Gimbel, Vinicius De Moraes)
2. I Got It Bad and That Ain't Good – 6:15 (Duke Ellington, Paul Francis Webster)
3. Fillings – 5:22 (Bill Holman)
4. Dark Cloud – 4:21 (Zoot Sims, Jon Hendricks)

## Musicisti
- Zoot Sims - sassofono tenore
- Bill Holman - arrangiamenti, conduttore musicale
- Richie Kamuca - clarinetto, sassofono tenore
- Jerome Richardson - clarinetto, sassofono tenore, sassofono soprano, sassofono alto, flauto
- Bill Hood - sassofono baritono, clarinetto basso, flauto
- Oscar Brashear - tromba
- Snooky Young - tromba, flicorno
- Frank Rosolino - trombone
- Ross Tompkins - pianoforte
- Monty Budwig - contrabbasso
- Nick Ceroli - batteria[5][7]